# 知ってドーするの!?
『知ってドーするの!?』（しってドーするの）は、テレビ東京系列局と南日本放送（TBS系列）と岐阜テレビ（独立UHF局）で放送されていたバラエティ番組。テレビマンユニオンとテレビ東京の共同製作。テレビ東京系列局では1996年4月20日から同年9月28日まで、毎週土曜 22:00 - 22:54 （日本標準時）に放送。

## 概要
視聴者から寄せられた様々な疑問に答えてくれそうな人の電話番号をタウンページや人名録で調べ、そこへ電話をかけて答えを聞いていた番組。一種の雑学番組である。例えば、動物関連の質問に対しては、上野動物園へ電話をかけるなどして解決していた。電話取材だけで疑問が解決した場合でも、オンエアでは補足VTRを流していた。
チェイスマン1号として出演した平智之はテレビ・ラジオを通じて在阪局は近郊の局も含め多くのレギュラー番組を持っていたが在京局は唯一のレギュラー番組だった。

## 出演者

### スタジオパート出演者
- 関根勤 - 司会
- 久保恵子 - アシスタント
- 大竹まこと（シティボーイズ） - パネラー
- きたろう（シティボーイズ） - パネラー
- 斉木しげる（シティボーイズ） - パネラー
- 松島亜由子 - 「てるてるガール」として出演し、パソコンでタウンページのデータを検索する役割を担当した。

### ロケVTR出演者
「チェイスマンアマゾン」と名乗っていた時期もある。
- 平智之 - 「チェイスマン1号」として出演。
- 越前屋俵太 - 「チェイスマン2号」として出演。

### ゲスト出演者
ゲスト無しで進行する回もあった。
- 磯野貴理子
- 渡辺満里奈
- かとうかずこ
- 篠原涼子
- ほか

### 声の出演者
- 永井一郎
- 中江真司
- 関野浩之
- 坪井章子

## スタッフ
- 構成：舘川範雄、柴田孝、野村安史
- イラストレーション：五十嵐晃
- 編集：小滝浩哉 ほか
- MA：大江善保 ほか
- プロデューサー：岸善幸、村田吉廣、丸山明慶（テレビ東京）
- 製作：テレビマンユニオン、テレビ東京

## エンディングテーマ
- 抱きしめて（歌：前川清）
  - 作詞：大津あきら／作曲：浜圭介／編曲：川村栄二